# Игнасио Сада Мадеро
Игнасио Сада Мадеро (на испански: Ignacio Sada Madero) е мексикански продуцент на теленовели.
Реализира цялата си кариера в компания Телевиса. Започва работа като асистент-продуцент на проектите, продуцирани от Валентин Пимстейн, като първият е - теленовелата Дивата Роза от 1987 г. Първата теленовела, на която е изпълнителен продуцент, е Хубава жена от 2001 г.

## Творчество

### Изпълнителен продуцент
- Към морето (2025)
- Никой като теб (2023)
- Да, с теб (2021)
- Искам всичко (2020/21)
- Без твоя поглед (2017/18)
- Мое мило проклятие (2017)
- Просто Мария (2015/16)
- Завинаги любов моя (2013/14)
- Убежище за любовта (2012)
- Под юздите на любовта (2007)
- Натрапницата (2001)
- Хубава жена (2001)

### Продуцент
- Желязната дама (2010)
- Непокорна душа (1999)

### Координатор
- Втора част на Просто Мария (1989/90)
- Въртележка (1989/90)

### Асистент-продуцент
- Втора част на Дивата Роза (1987/88)